# Paulhiac
Paulhiac é uma comuna francesa na região administrativa da Nova Aquitânia, no departamento Lot-et-Garonne. Estende-se por uma área de 21,5 km². Em 2010 a comuna tinha 315 habitantes (densidade: 14,7 hab./km²).